# Muckle Holm
Muckle Holm är en ö i Storbritannien.   Den ligger i kommunen Shetlandsöarna och riksdelen Skottland, i den norra delen av landet, 1 000 km norr om huvudstaden London.
Terrängen på Muckle Holm är mycket platt. Öns högsta punkt är 19 meter över havet.